# Cseh apostoli exarchátus

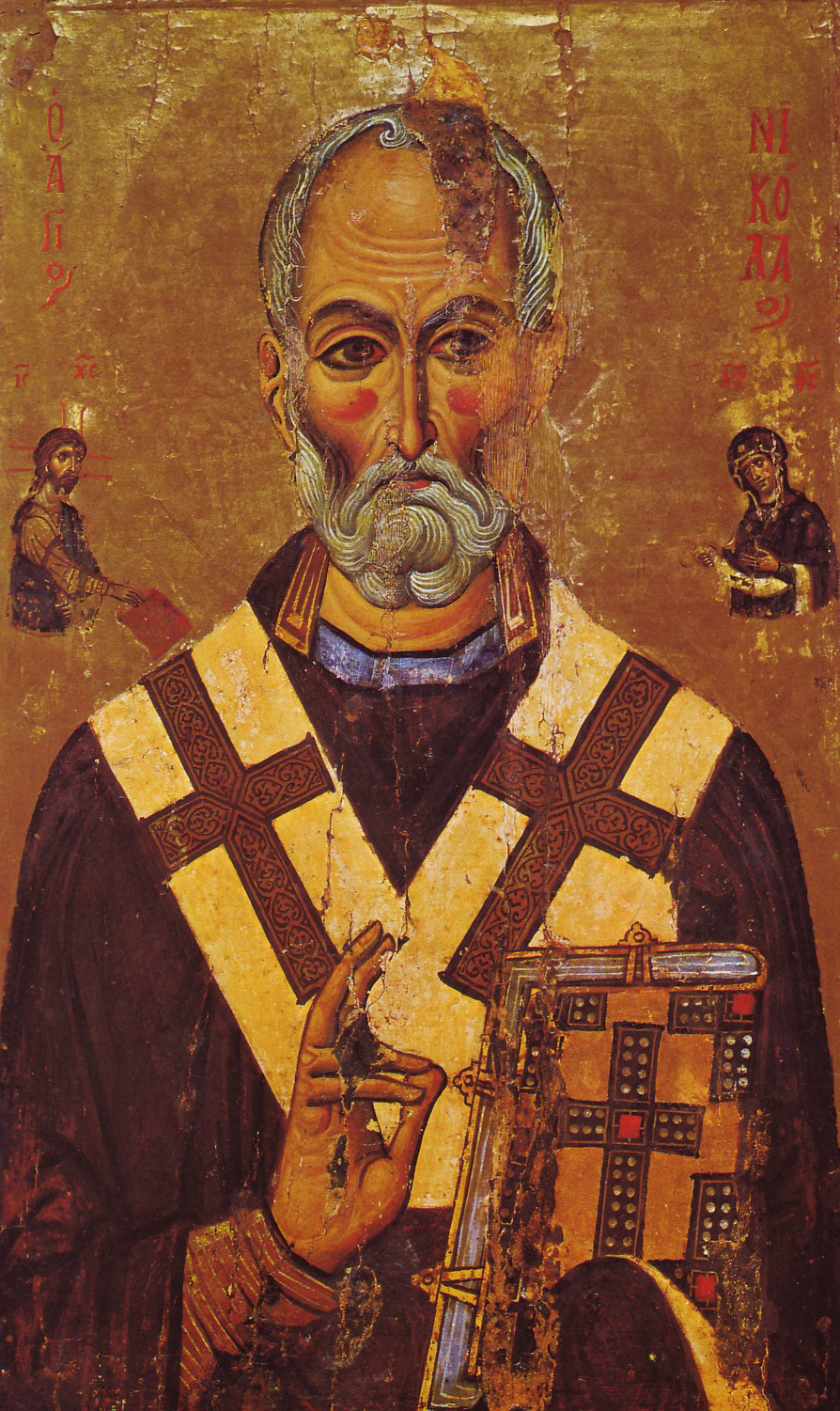
Szent Miklós

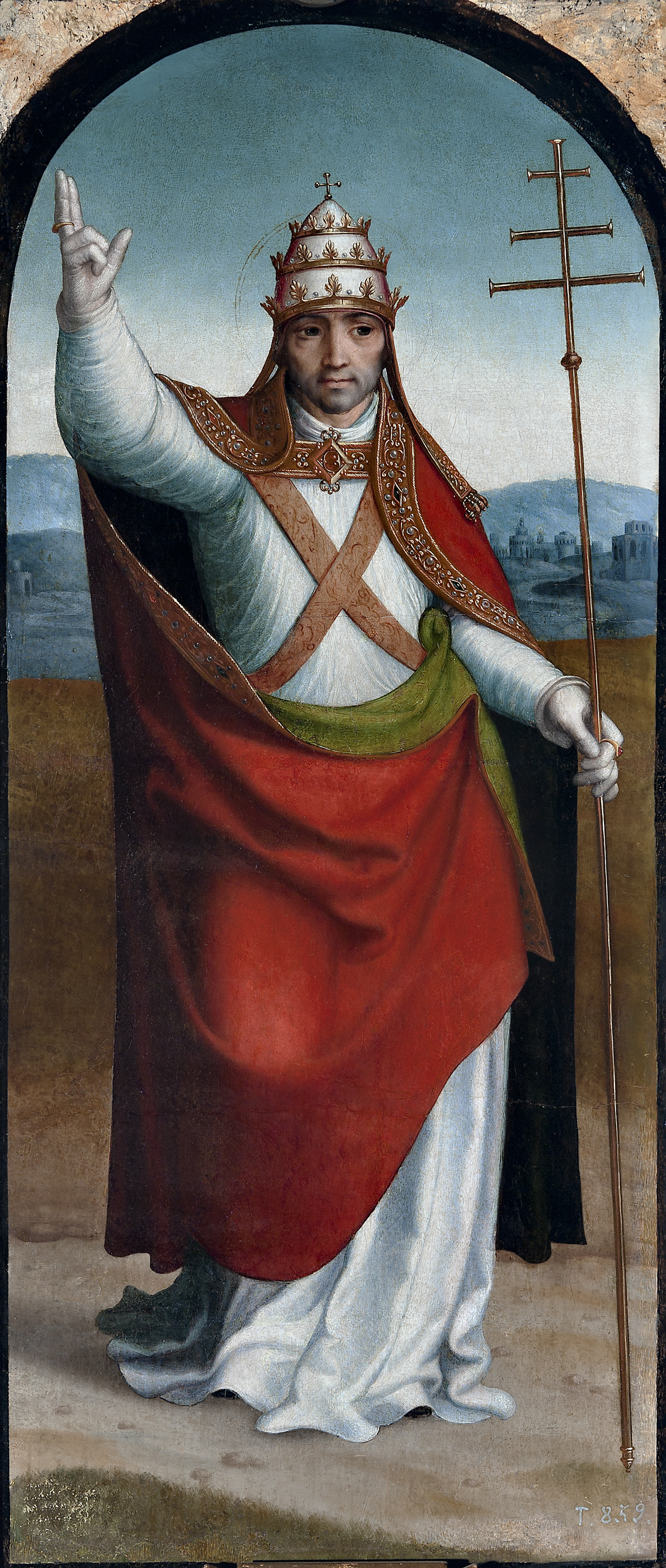
Szent Kelemen

A cseh apostoli exarchátus a római katolikus egyháznak a Csehországban élő görögkatolikusokat összefogó, közvetlenül az Apostoli Szentszéknek alárendelt szervezete.II. János Pál pápa alapította 1996. március 13-án, és egyúttal katedrális ragjára emelte főtemplomát, a Szent Kelemen-székesegyházat a Klementinumban.
Az exarchátus patrónusai:
- Szent Kelemen,
- Szent Cirill és Metód,
- Prágai Szent Ágnes,
- Szent Miklós.

A 25 plébánián 28 lelkipásztor dolgozik.

## Szomszédos egyházmegyék
- Ukránok németországi és skandináviai apostoli exarchátusa (nyugat)
- Wrocław-Koszalini egyházmegye (északkelet)
- Przemyśl-Varsói főegyházmegye (kelet)
- Pozsonyi görögkatolikus egyházmegye (délkelet)